# La Gentille Andalouse
Pour l’article homonyme, voir Andalouse.
La Gentille Andalouse (en espagnol : La Lozana andaluza ; titre original: Retrato de la Loçana andaluza...) est un roman dialogué publié à Venise en 1528. L'auteur est généralement identifié au clerc et éditeur espagnol Francisco Delicado, qui s'était enfui de Rome un an auparavant en raison du regain du sentiment anti-espagnol provoqué par la mise-à-sac de la ville par les troupes de l'empereur Charles Quint.

## Résumé
Publié de façon anonyme, le roman décrit la vie des bas fonds de Rome au cours du premier tiers du XVIe siècle, et en particulier celle de la communauté des Juifs espagnols qui émigrèrent peu à peu à Rome à la suite de la mise-en-place de l'Inquisition en 1481 et de la promulgation de l'édit de leur expulsion.

## Analyse
L'œuvre se trouve dans la continuité de la tradition inaugurée par La Célestine, écrite une trentaine d'années auparavant par Fernando de Rojas. Elles ont ainsi en commun la structure dialoguée et la thématique (la vie des petites gens, prostituées, maquereaux et pícaros), en plus des nombreuses allusions au roman de Rojas qui parsèment l'œuvre.
La Gentille Andalouse présente plusieurs traits permettant de le considérer comme un annonciateur du roman picaresque, en particulier une ligne satirico-didactique : il révèle la grande décadence morale de Rome, un monde empli de corruption, de prostitution et de violence. Il rejoint ainsi la critique menée contre l'Église par certains humanistes, en particulier à cette époque érasmistes ou partisans de Luther.
Sur le plan lexicologique, La lozana andaluza constitue un précieux témoignage du jargon populaire du monde hispano-romain, durant cette période de transition. Le langage utilisé regorge d'italianismes de toute sorte. Chaque chapitre est appelé mamotreto (gros livre, pavé). Les protagonistes sont la prostituée andalouse Aldonza (à laquelle fait référence le titre) et Rampín, l'ami de l'auteur/narrateur, qui apparaît lui-même en tant que personnage.

## Adaptations à l'écran
En 1976 fut réalisé La lozana andaluza (es), un film hispano-italien tiré du roman, dirigé par Vicente Escrivá, à partir d'une adaptation d'Alfonso del Vando. 
En 1983 fut tournée une adaptation en téléfilm du récit, dans la série Las pícaras, et dont le premier rôle fut tenu par Norma Duval.

### Éditions
- La Lozana andaluza, Bruno Damiani, ed. (Madrid, Castalia, 1969).
- La Lozana andaluza, Claude Allaigre, ed. (Madrid, Cátedra, 1985, 519 p.)  (ISBN 84-3760505-9)
- La Lozana andaluza, Jacques Joset et Folke Gernert, ed. (Barcelone, Galaxia Gutenberg, 2007)